# Domenico Maria Jacobini
Domenico Maria Jacobini (Roma, 3 settembre 1837 – Roma, 1º febbraio 1900) è stato un cardinale e arcivescovo cattolico italiano.

## Biografia
Nacque a Roma il 3 settembre 1837.
Negli anni giovanili fu uno dei più attivi ispiratori dei movimenti legati al laicato cattolico romano: assieme a Paolo Mencacci e ad un gruppo di giovani dell'alta borghesia e delle nobili famiglie romane fondò nel 1869 il Circolo San Pietro, organizzazione di volontariato tuttora attiva; nel 1871 fondò la Primaria Associazione Cattolica Artistico-Operaia con il duplice scopo di formare agli insegnamenti cristiani gli artisti e gli operai e di tutelare i loro interessi d'arte; fu inoltre legato alle origini di altre associazioni cattoliche (tra cui la Primaria Società Cattolica Promotrice di buone Opere e la Società Primaria Romana per gli Interessi dei Cattolici), di comitati elettorali e del movimento politico dell'Unione Romana per le Elezioni Amministrative. Lo storico Mario Casella ha scritto in proposito: "Si può dire che tra il 1869 e il 1891 non sorgesse a Roma iniziativa senza che mons. Jacobini fosse tra i suoi promotori e sostenitori"
Ricoprì nel corso della vita numerosi incarichi tra cui: segretario della Congregazione per gli Affari Ecclesiastici Straordinari, pro-bibliotecario di Santa Romana Chiesa, arcivescovo titolare di Tiro, segretario della Congregazione di Propaganda Fide, nunzio apostolico in Portogallo.
Papa Leone XIII lo elevò al rango di cardinale nel concistoro del 22 giugno 1896. Fu cardinale presbitero dei Santi Marcellino e Pietro, camerlengo del Collegio Cardinalizio e cardinale vicario di Roma.
È seppellito nella tomba della famiglia Jacobini presso il cimitero del Verano.

## Genealogia episcopale
La genealogia episcopale è:
- Cardinale Scipione Rebiba
- Cardinale Giulio Antonio Santori
- Cardinale Girolamo Bernerio, O.P.
- Arcivescovo Galeazzo Sanvitale
- Cardinale Ludovico Ludovisi
- Cardinale Luigi Caetani
- Cardinale Ulderico Carpegna
- Cardinale Paluzzo Paluzzi Altieri degli Albertoni
- Papa Benedetto XIII
- Papa Benedetto XIV
- Papa Clemente XIII
- Cardinale Marcantonio Colonna
- Cardinale Giacinto Sigismondo Gerdil, B.
- Cardinale Giulio Maria della Somaglia
- Cardinale Luigi Lambruschini, B.
- Papa Leone XIII
- Cardinale Edoardo Borromeo
- Cardinale Domenico Maria Jacobini